# Mediawharf
MediaWharf is de naam voor het mediacentrum in stadsdeel Amsterdam-Noord, gelegen op het oostelijk deel van het NDSM terrein aan het IJ. Op de voormalige scheepswerf worden de oude hallen en loodsen herontwikkeld tot kantoorruimte voor de creatieve sector.

## Indeling
De werf is met zijn 84.000 m² circa tien voetbalvelden groot. Op het terrein staan de NDSM-loods, met een oppervlakte van 20.000 m² en een hoogte van meer dan 20 meter, de Docklandshal van 6.000 m² en twee in onbruik geraakte hellingbanen met daaronder ateliers en werkruimtes. In totaal zal er circa 200.000 m² ontwikkeld worden.
De NDSM-werf biedt onderdak aan verschillende kunstdisciplines en klein vakmanschap, en is een vrijplaats voor individuele kunstenaars en ambachtslieden, en voor bekende en minder bekende, onafhankelijke organisaties die samenwerken opdat weer nieuwe initiatieven ontstaan.
Op de werf staan een aantal loodsen met verschillende gebruikers.Op een steenworp afstand van het aanmeerpunt van de NDSM-werfveer en Houthavenveer ligt de Timmerwerkplaats. Na een opknapbeurt is dit nu het nieuwe hoofdkantoor van MTV Networks Benelux.
Eind 1999 diende een groep kunstenaars, theatermakers, skaters en architecten onder de naam Kinetisch Noord bij het stadsdeel Amsterdam-Noord een plan in voor de herontwikkeling van de voormalige scheepswerf. In juni 2002 presenteerde Kinetisch Noord haar Plan van Aanpak voor de ontwikkeling van de NDSM-werf tot grootste broedplaats van Nederland.
Kinetisch Noord realiseert in samenwerking met de huurders betaalbare werkruimtes en ateliers. Er is gekozen voor het bouwen van casco’s, die door de huurders zelf worden afgebouwd. Zo kan iedereen de kosten, de kwaliteit en de vormgeving van zijn ruimte voor een deel zelf bepalen.
De werf biedt ook mogelijkheden voor exposities, try-outs, kleine en grote voorstellingen, festivals, feesten enzovoort.
Projecten die de huurders van de NDSM-werf tot nu toe hebben ontwikkeld of nog gaan ontwikkelen, zijn:
1. Dazzleville, 900 m² tijdelijke, beschilderde ateliers op het buitenterrein.
2. De Oostvleugel, 2.250 m² theaterwerkplaatsen en voorstellingsruimte aan de oostkant van de NDSM-loods.
3. Kunststad, ruim 7.000 m² gestapelde werkplaatsen en vrije kavels in de NDSM-loods.
4. Sectie 4, jongerencluster van ruim 4.000 m² bestaande uit een skatepark, een boulderrots/grot, muziekstudio's, multifunctionele projectruimtes en een Hiphopschool.
5. De Noordstrook, 6.000 m² ateliers, artist-in-residence, horeca en experimentele programmerings- en tentoonstellingsruimtes.
6. Horecapaviljoen De Houten Kop, café en voorstellingsruimte van gerecycleerd materiaal en stro.
7. Hellingen X en Y, 2.500 m² ambachtelijke ateliers en een undergroundkantine voor werfgebruikers.
8. Duurzame energie: een warmtepomp, een windmolen in de kraan, bid- en tankstation ‘God en Gas’ voor spiritualiteit en mobiliteit (een tankstation met plantaardige olie), en mobiele tuinen en een mobibliotheek.

Het buitengebied op en rond de oude scheepshellingen wordt gebruikt voor festivals en voorstellingen. In de toekomst zal deze programmering door Kinetisch Noord verder worden aangevuld om een plek te bieden aan het IJ voor kunst, cultuur en media.

## NDSM Haven aan het IJ
De NDSM Haven aan het IJ is een verzameling van activiteiten op nautisch gebied, waaraan bedrijven en particulieren deel kunnen nemen. Doelstelling van de NDSM Haven aan het IJ is om de authentieke nautische wereld te laten herleven. Dit is bijvoorbeeld mogelijk door actief deel te nemen met een vriendengroep of bedrijf aan het Zuiderzeezeilen of door het organiseren van een bijeenkomst in de haven of op een van de schepen.

## Timmerwerkplaats

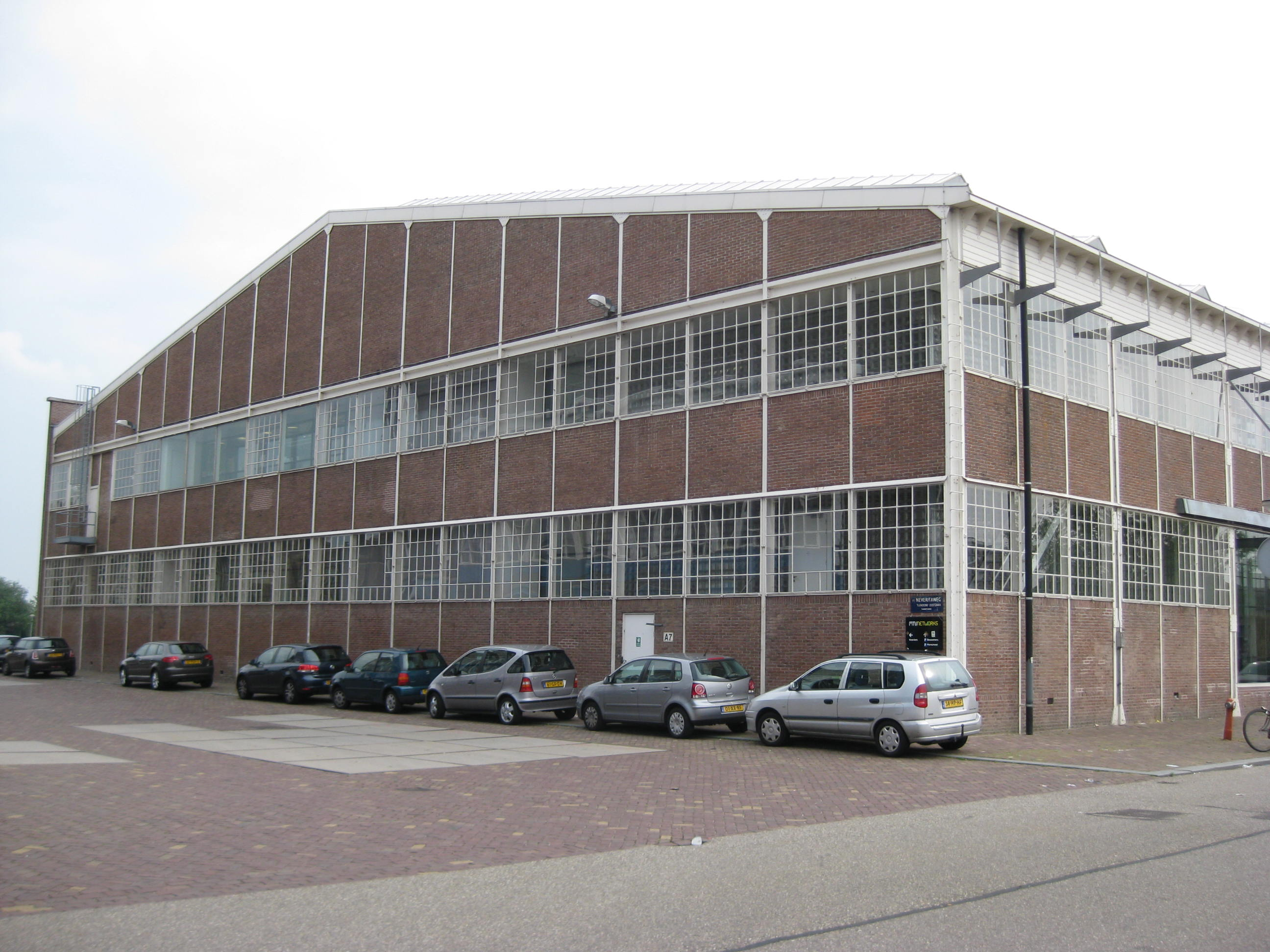
De Timmerwerkplaats

Tot 16 februari 2007 was het hoofdkantoor van MTV Networks Benelux nog gevestigd in Bussum in het plaatselijk bekende Studio Concordia (iets ten westen van station Naarden-Bussum). Medio februari 2007 verhuisde men echter naar de Mediawharf te Amsterdam. De Timmerwerkplaats biedt na een langdurige opknapbeurt ruimte aan de circa 160 medewerkers van MTV Networks.
De gevels en het dak zijn in oude stijl hersteld en binnen in de loods is een geheel nieuwe ruimte opgetrokken. De Timmerwerkplaats heeft hiermee een nieuwe functie gekregen.

## Baanderij
De Baanderij was vanaf 1957 het kantoor, de montagehal en de kantine van de NDSM. Nu is het pand volledig gerenoveerd en op de begane grond is de brasserie ‘de IJ-kantine’ gevestigd met een terras aan het water. Op de eerste en tweede verdieping zijn het bedrijf Ex-Machina en het ontwikkelingsbedrijf BMB gevestigd.

## Lasloods

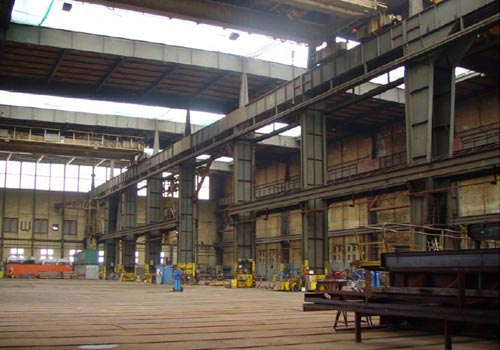
De Aardinghal

De oude lasloods wordt verbouwd van scheepshal tot evenementenhal en kantoorunits voor nieuwe media. Het bedrijf Aarding was de laatste scheepsbouwer in de hal.

## NDSM Loods
In een van de grootste loodsen waar de scheepsbouw plaatsvond, ontwikkelt Stichting Kinetisch Noord een culturele broedplaats en voorzieningen voor theater, podiumkunsten, een skatepark en andere publieksevenementen.

## Hellingbanen
Het gebied rondom de hellingbanen vormt een plein voor activiteiten en evenementen zoals voorstellingen, filmopnames of concerten.